# Александрино (Смоленская область)
Александрино — станция в Новодугинском районе Смоленской области России. Входит в состав Высоковского сельского поселения. Население — 10 жителей (2007 год). 
Расположена в северо-восточной части области в 13 км к югу от Новодугина, в 4 км восточнее автодороги Р134 «Старая Смоленская дорога» Смоленск — Дорогобуж — Вязьма — Зубцов. В 0,1 км западнее населённого пункта расположена железнодорожная станция Александрино на линии Вязьма — Ржев.

## История
В годы Великой Отечественной войны станция была оккупирована гитлеровскими войсками в октябре 1941 года, освобождена в марте 1943 года.